# Sheboygan Red Skins

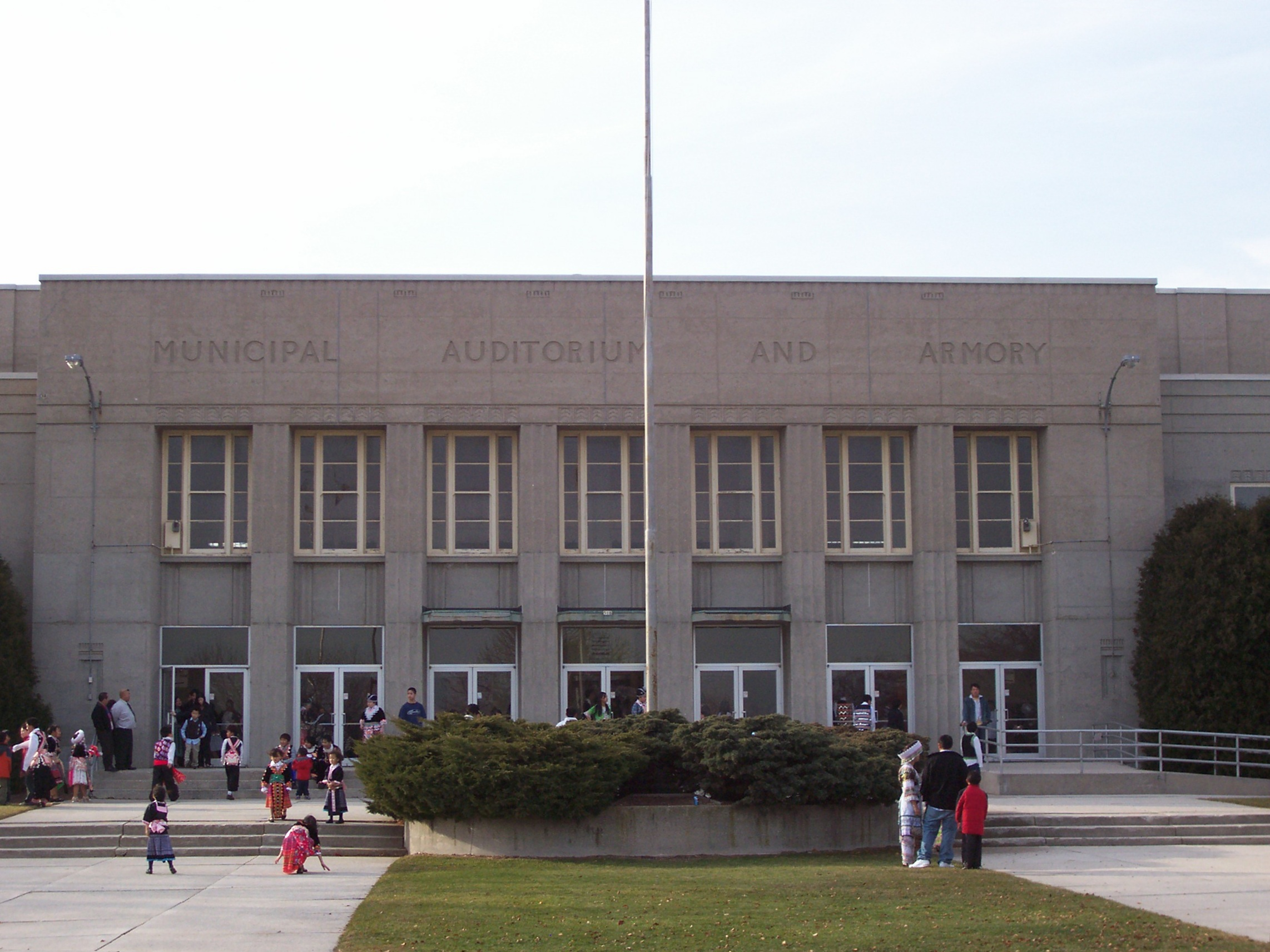
Sheboygan Municipal Auditorium and Armory, hala Red Skins

Sheboygan Red Skins – amerykański klub koszykarski z siedzibą w Sheboygan, w stanie Wisconsin. Funkcjonował w latach 1933–1952.

## Historia
Klub powstał na początku lat 30. XX w. jako zespół niezależny, który podróżował po kraju. Występował też w ligach przemysłowych, zanim dołączył do National Basketball League (NBL) w 1938 roku. Występował także w NBA i NPBL.

## Sukcesy
- Mistrzostwo NBL (1943)[1]
- Wicemistrzostwo NBL (1941, 1944–1946)[2][3][4][5]
- Lider sezonu regularnego Dywizji Zachodniej NBL (1945, 1946)[4][5]

## Wyniki sezon po sezonie
| Sezon                                          | Wyg.                             | Przeg.                           | Odsetek                          | Play-off                         | Rezultat play-off                        |
| National Basketball League (NBL)               | National Basketball League (NBL) | National Basketball League (NBL) | National Basketball League (NBL) | National Basketball League (NBL) | National Basketball League (NBL)         |
| ---------------------------------------------- | -------------------------------- | -------------------------------- | -------------------------------- | -------------------------------- | ---------------------------------------- |
| 1938–39                                        | 11                               | 17                               | 39,3                             |                                  |                                          |
| 1939–40                                        | 15                               | 13                               | 53,6                             | 1–2                              | Przegrana – Finał Dywizji Zachodniej     |
| 1940–41                                        | 13                               | 11                               | 54,2                             | 2–4                              | Wicemistrzostwo NBL                      |
| 1941–42                                        | 10                               | 14                               | 41,7                             |                                  |                                          |
| 1942–43                                        | 12                               | 11                               | 52,2                             | 4–1                              | Mistrzostwo NBL                          |
| 1943–44                                        | 14                               | 8                                | 63,6                             | 2–4                              | Wicemistrzostwo NBL                      |
| 1944–45                                        | 19                               | 11                               | 63,3                             | 4–4                              | Wicemistrzostwo NBL                      |
| 1945–46                                        | 21                               | 13                               | 61,8                             | 3–5                              | Wicemistrzostwo NBL                      |
| 1946–47                                        | 26                               | 18                               | 59,1                             | 2–3                              | Przegrana – Półfinał Dywizji Zachodniej  |
| 1947–48                                        | 23                               | 37                               | 38,3                             |                                  |                                          |
| 1948–49                                        | 35                               | 29                               | 54,7                             | 0–2                              | Przegrana – Półfinał Dywizji Zachodniej  |
| National Basketball Association (NBA)          |                                  |                                  |                                  |                                  |                                          |
| 1949–50                                        | 22                               | 40                               | 35,5                             | 1–2                              | Przegrana – Półfinał Dywizji Zachodniej  |
| National Professional Basketball League (NPBL) |                                  |                                  |                                  |                                  |                                          |
| 1950–51                                        | 29                               | 16                               | 64,4                             |                                  | Najlepszy bilans przed rozwiązaniem ligi |

## Ligowi liderzy
NPBL
Średnia punktów
- 1950–51 – Bob Brannum – 19[6]

## Nagrody indywidualne
| - Ken Buehler (1943) - Fred Lewis (1947) - Marko Todorovich (1948) | - Carl Roth (1943) |

### Składy najlepszych zawodników

#### NBL
Na podstawie.
| I skład NBL - Ed Danker (1943, 1944, 1946) - Fred Lewis (1947) - Marko Todorovich (1948) | II skład NBL - Rube Lautenschlanger (1940, 1944) - Otto Kolar (1940) - Ed Danker (1942, 1945) - Ken Suesens (1943, 1944) - Buddy Jeannette (1943) - Mike Novak (1946) - Marko Todorovich (1949) |

#### NPBL
Na podstawie.
| I skład - Bob Brannum (1951) | II skład - Wally Osterkorn (1951) - Jack Burmaster (1951) |

#### Turnieju World Professional Basketball
- Ed Danker (1939)
- Buddy Jeannette (1943)

### Członkowie NBL All-Time Team
- Ed Danker
- Mike Novak
- Marko Todorovich
- Buddy Jeannette

## Członkowie Koszykarskiej Galerii Sław
W nawiasie okres pracy w klubie.
- Buddy Jeannette (1942/43)
- Bobby McDermott (1947/48)
- Dutch Dehnert (trener – 1944–1946)